# Dmitri Dokuchaev
 (août 2024).
Dmitri Alexandrovitch Dokuchaev  (en russe : Дмитрий Александрович Докучаев), né le 28 février 1984 à Kamensk-Ouralski, est un cybercriminel russe et ancien officier de renseignement du Service fédéral de sécurité (FSB), la principale agence de sécurité de Russie. En avril 2019, il est condamné à six ans de prison pour trahison.

## Biographie
Dmitri Dokuchaev nait 28 février 1984 à Kamensk-Ouralski,. Il est, en 2004, étudiant en quatrième année d'université à Iekaterinbourg. Il travaille en même temps comme programmateur informatique, administre plusieurs serveurs tout en piratant des sites informatiques sous le pseudonyme de « Forb ». Au moins jusqu'en 2011, il est le rédacteur en chef d'une rubrique du magazine russe Hacker, sous le même pseudonyme.
Fin 2006, il commence à travailler pour le FSB à Iekaterinbourg, apparemment afin d'éviter une peine de prison pour des délits liés au vol de cartes de crédit et de données. L'année suivante, il est transféré à Moscou,,.
En 2011, il sert d'intermédiaire entre son patron, Sergueï Mikhaïlov (en), et un employé de Kaspersky Lab, Ruslan Stoyanov, ce qui aurait finalement conduit à la divulgation hors de Russie d'informations opérationnelles concernant le PDG de ChronoPay, Pavel Wroblewski.
À partir de décembre 2014, il commence à diriger des pirates informatiques criminels afin qu'ils accèdent aux comptes de messagerie électronique de milliers d'utilisateurs de Yahoo! et y collectent des informations.
Au début de l'année 2016, Dokuchaev et Mikhailov auraient commencé à recruter les services de Vladimir Anikeïev (en), le chef du groupe Shaltai Boltai. À l’automne 2016, Dokuchaev aurait participé à un effort visant à attirer Vladimir Anikeyev en Russie,,.
Dmitri Dokuchaev est arrêté en décembre 2016. Son arrestation est annoncée pour la première fois le 26 janvier 2017.
En mars 2017, il est inculpé par le ministère américain de la Justice pour son rôle présumé dans les violations de données de Yahoo!.
En février 2019, il accepte de signer une reconnaissance de culpabilité avec les autorités russes. En avril 2019, il est condamné à six ans de prison pour trahison.